# Glyphorynchus
Glyphorynchus is een geslacht van zangvogels uit de familie ovenvogels (Furnariidae). De enige soort:
- Glyphorynchus spirurus – Wigsnavelmuisspecht